# 中国しんきんカード
株式会社中国しんきんカード（中国しんきんカード、CHUGOKU　SHINKIN BANK CARD Co.,Ltd.）は、中国地区の20信用金庫の出資会社で、広島県広島市中区に本拠を置くクレジットカード会社である。

## 概要
1982年8月7日に中国地区（鳥取・島根・岡山・広島・山口）の信用金庫を母体としてVISAカードを発行する「株式会社中国しんきんクレジットサービス」（ちゅうごくしんきんクレジットサービス）として設立される。同年9月1日より営業を開始。1990年にJCBブランドの取り扱う「株式会社中国しんきんジェーシービー」を設立し、JCBグループに加盟する。2003年に「株式会社中国しんきんクレジットサービス」と「株式会社中国しんきんジェーシービー」が合併し、「株式会社中国しんきんカード」に社名を変更。
VJA加盟企業であると同時に、ジェーシービーのフランチャイジー。
2025年3月末日時点での会員数は130,213人、加盟店数は7,345店、カード取扱高は455億75百万円、加盟店売上高　169億78百万円。

## 沿革
- 1982年 - 株式会社中国しんきんクレジットサービス設立。VJAに加盟し、中国地区を事業エリアとしてVISAブランドの取扱開始。
- 1990年 - 株式会社中国しんきんジェーシービー設立し、JCBグループに加盟するとともにJCBブランドの取り扱いを開始。
- 2003年 - しんきんカードのシンボルマーク制定。「株式会社中国しんきんクレジットサービス」と「株式会社中国しんきんジェーシービー」が合併。「株式会社中国しんきんカード」に社名変更。

## クレジットカード

### 中国しんきんVISAカード

#### 個人カード
- 中国しんきんVISAゴールドカード
- 中国しんきんVISAクラシックカード
- ロードサービスVISAゴールドカード - ロードサービスが付帯。
- ロードサービスVISA一般クラシックカード - ロードサービスが付帯。

また、各信用金庫との提携により、以下のキャッシュカード一体型クレジットカードを発行する。
- ＜ひろしん＞VISA一体型ゴールドカード - 広島信用金庫との提携。
- ＜ひろしん＞VISA一体型クラシックカード - 広島信用金庫との提携。
- ＜日本海しんきん＞VISA一体型クラシックカード - 日本海信用金庫との提携。
- ＜しましん＞VISA一体型ゴールドカード - しまね信用金庫との提携。
- ＜つしん＞VISA一体型ゴールドカード - 津山信用金庫との提携。
- ＜つしん＞VISA一体型クラシックカード - 津山信用金庫との提携。
- ＜たましん＞VISA一体型クラシックカード - 玉島信用金庫との提携。
- ＜中央しんきん＞VISA一体型ゴールドカード - 島根中央信用金庫との提携。

#### 法人カード
- 中国しんきんVISA法人ゴールドカード
- 中国しんきんVISA法人クラシックカード
- 中国しんきんVISAビジネスクラシックカード
- ロードサービスVISA法人ゴールドカード - ロードサービスが付帯。

#### 追加カード
- 中国しんきんETCカード
- 中国しんきんカードiD
- 中国しんきんカードWAON

### 中国しんきんJCBカード

#### 個人カード
- 中国しんきんJCBプラチナ個人カード
- 中国しんきんJCBゴールドカード
- 中国しんきんJCB QUICPay一体型オリジナルカード
- 中国しんきんJCB LINDAカード

#### 法人カード
- 中国しんきんJCB法人プラチナカード
- 中国しんきんJCB法人ゴールドカード

#### 追加カード
- ETCカード
- QUICPayカード

### WEBサービス
中国しんきんVISAカードでは、VJAが提供をするVpassに対応する。中国しんきんJCBカードでは、JCBが提供するMyJCBに対応している。どちらのサービスもWEB明細に対応している。

## 加盟する信用情報機関
割賦販売法および貸金業法に基づきクレジットカードなどの信用審査を行う為に以下の信用情報機関に加盟する。
- 株式会社シー・アイ・シー(CIC)